# Mesquita de Kara Mustafa Paixà
La mesquita Kara Mustafa Paixà (turc: Kara Mustafa Paşa Cami) o mesquita de Paşa (turc: Paşa Cami) és una mesquita històrica que es troba al centre del districte de Merzifon.
La va construir al 1666 Kara Mustafa Paixà, durant el domini del soldà otomà Mehmet IV.
Té una cúpula principal, un minaret i quatre cúpules secundàries als cantons. La mesquita té tres sèries de finestres que la il·luminen.

## Galeria

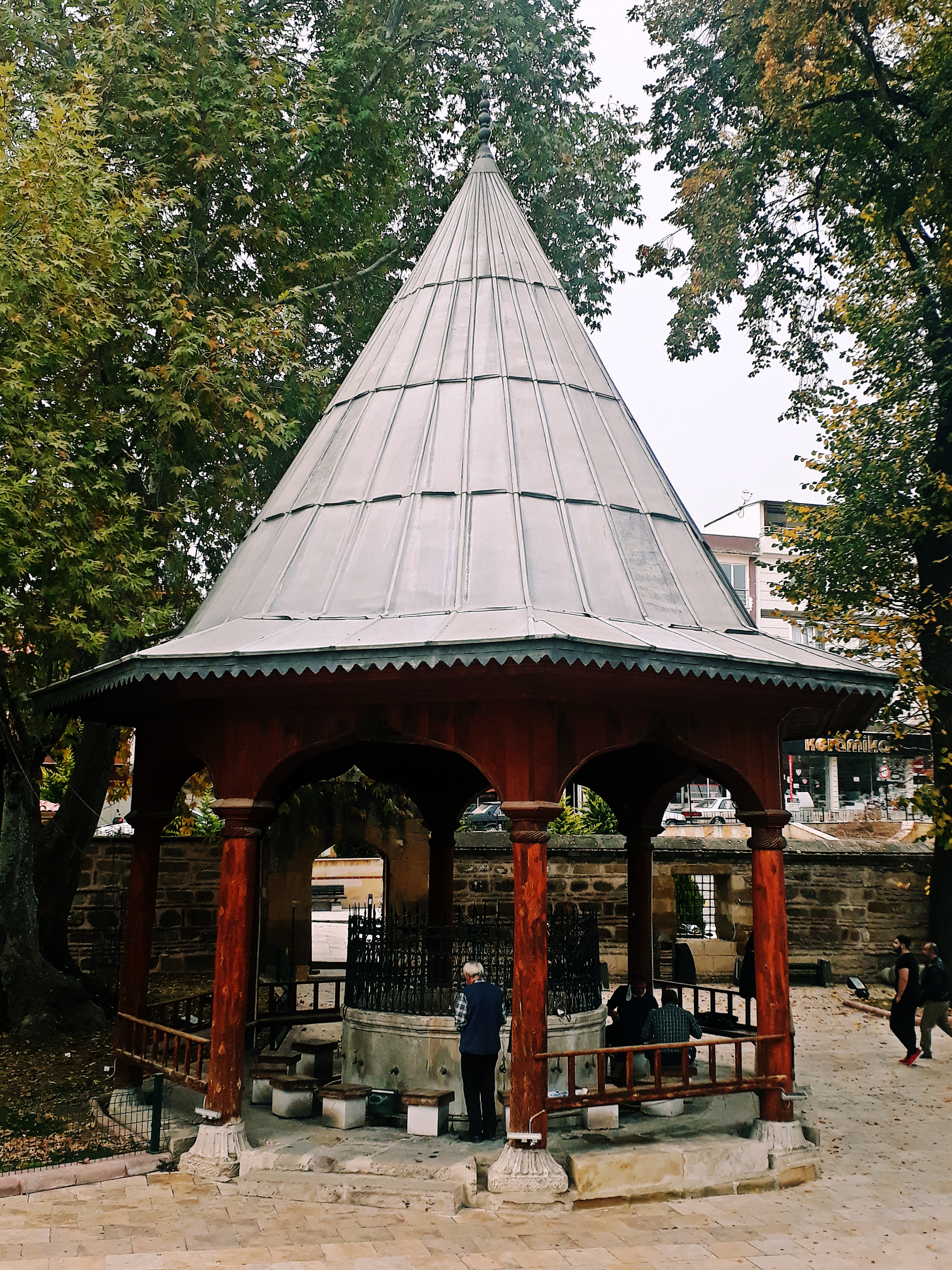
Font al pati de la mesquita
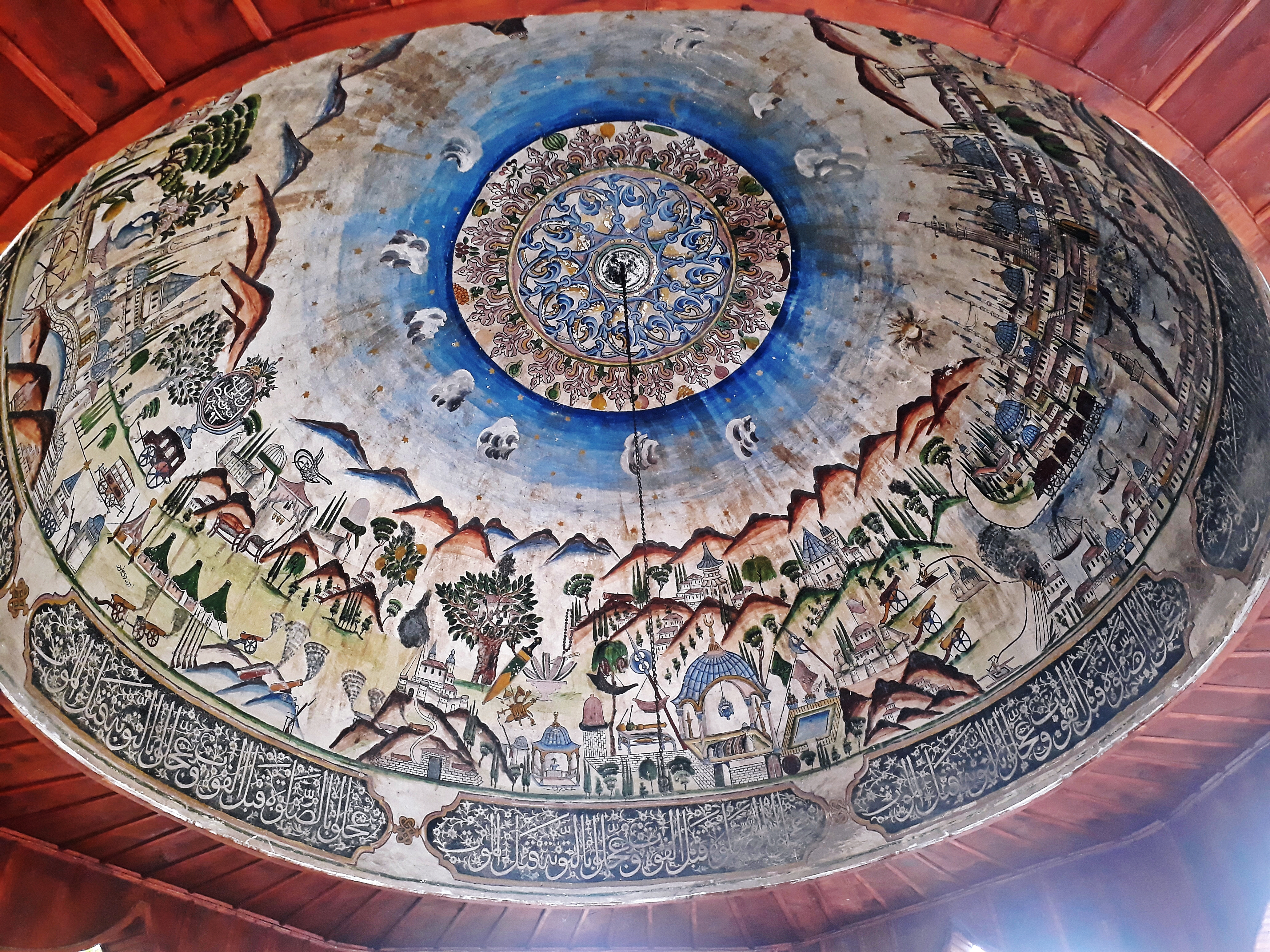
Pintures de paisatges de Zileli Emin dins el con de la fon: exemples de l'"art pictòric otomà tardà"
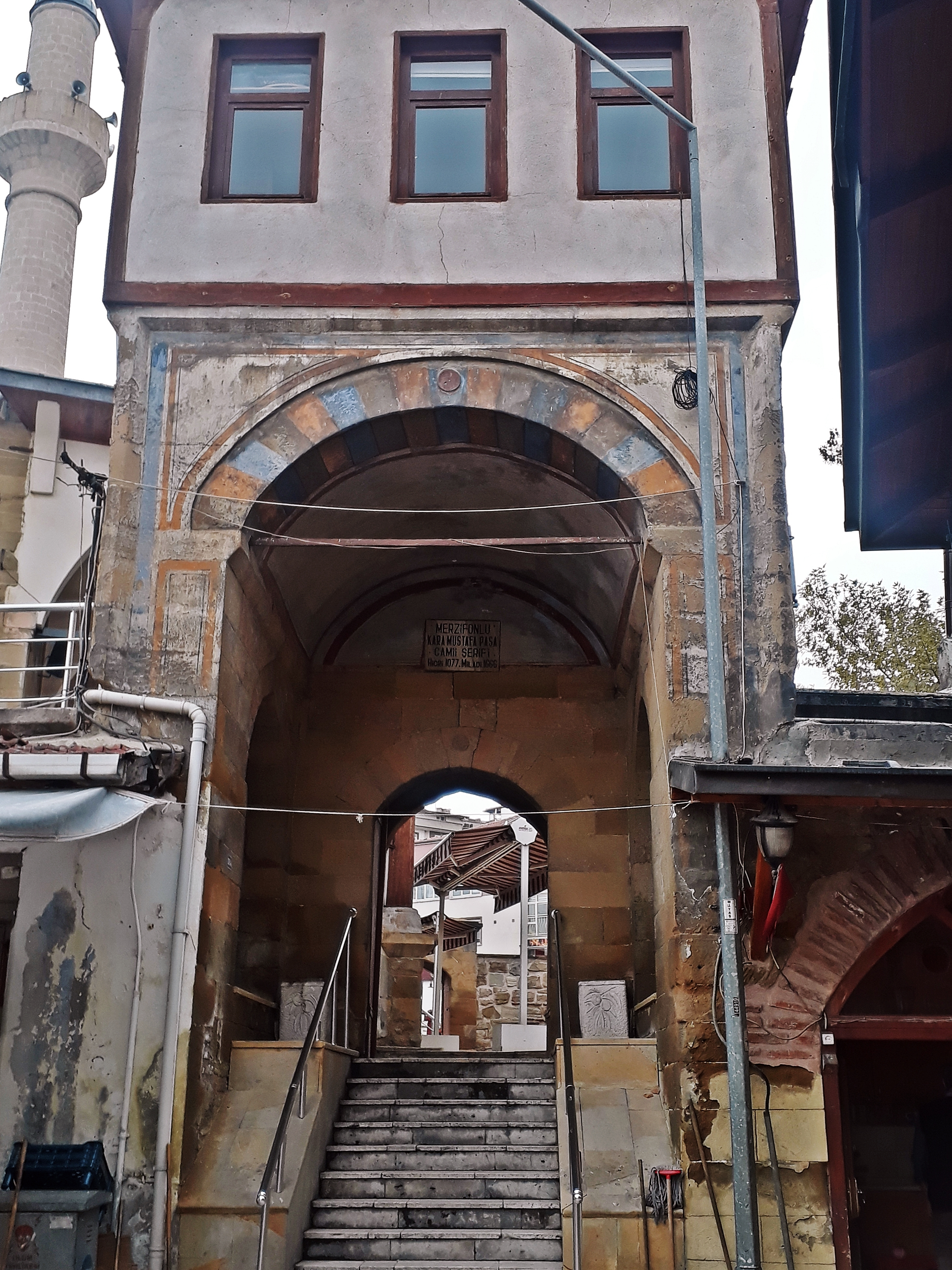
Porta d'entrada del pati de la mesquita junt a l'històric basar cobert
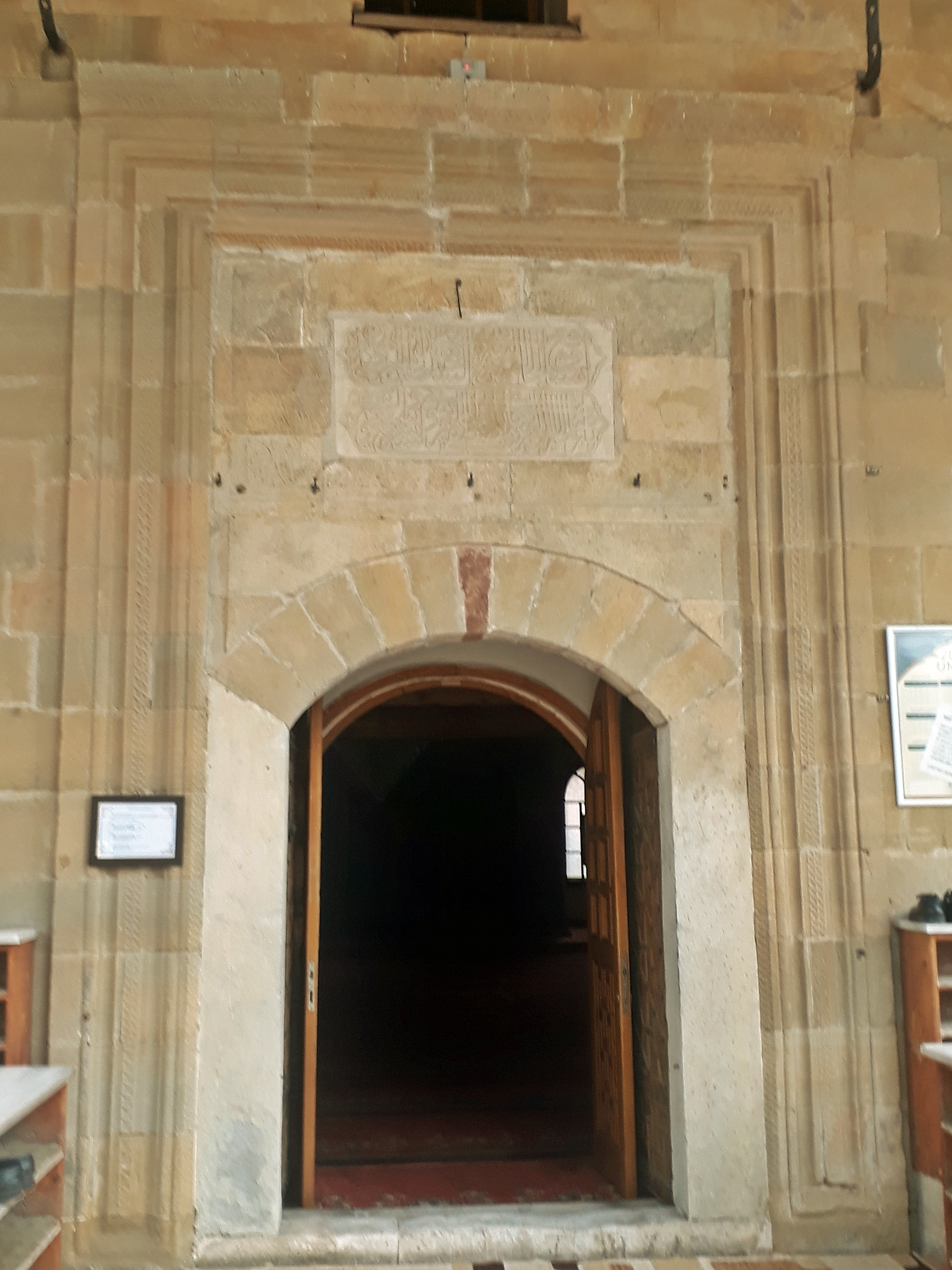
Porta d'entrada de la mesquita amb inscripció
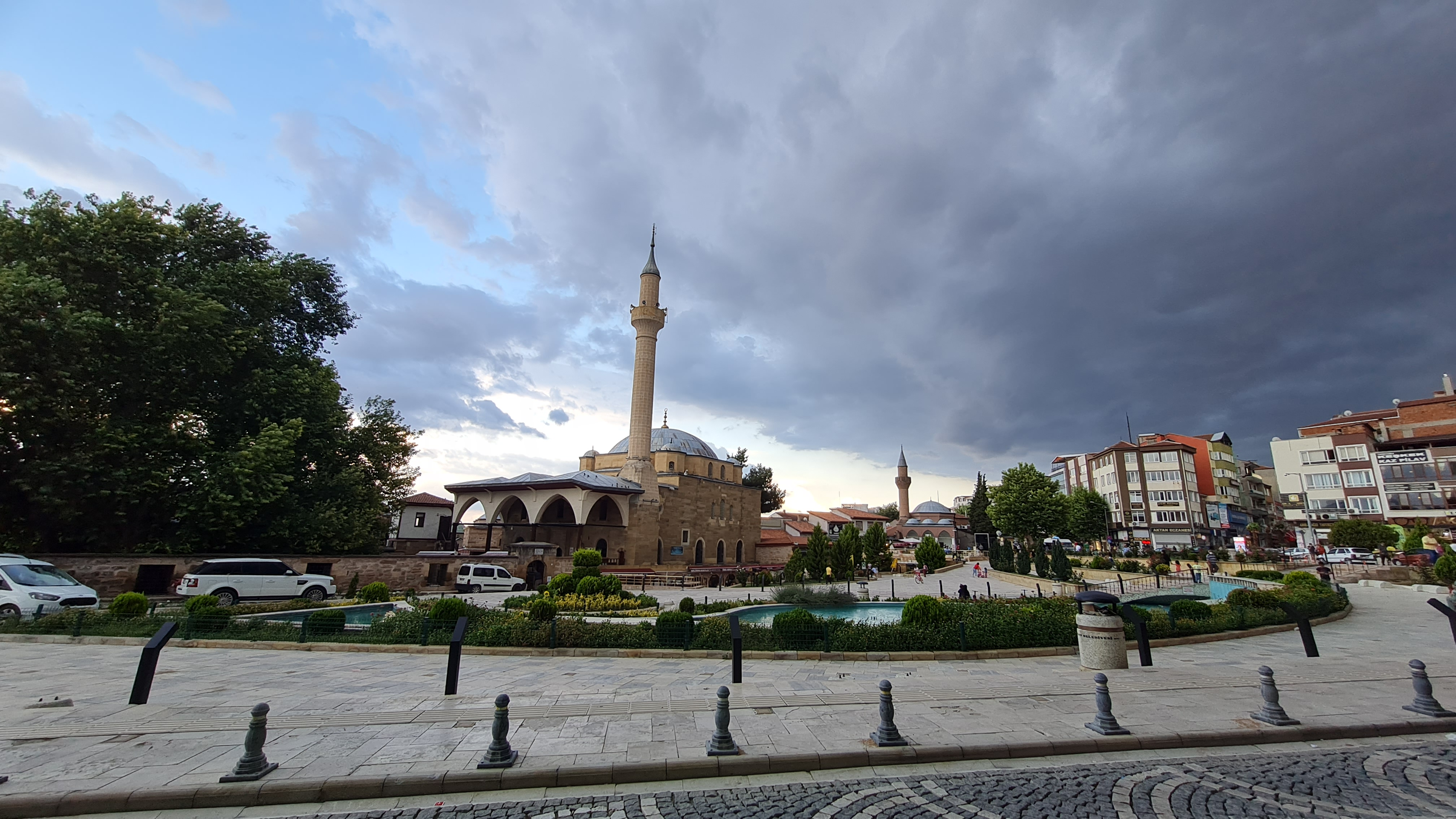
Vista general de la mesquita
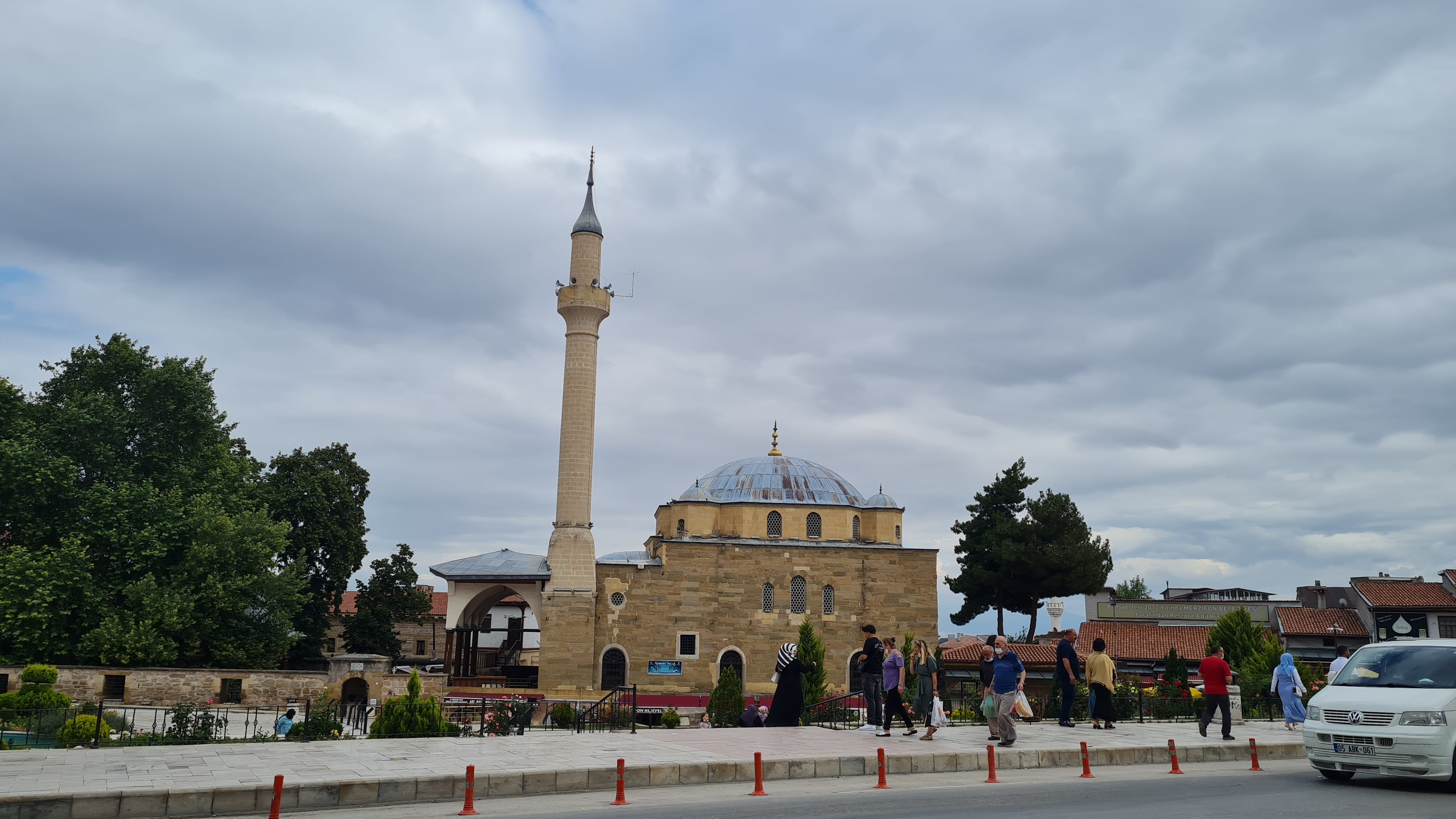
Vista general de la mesquita
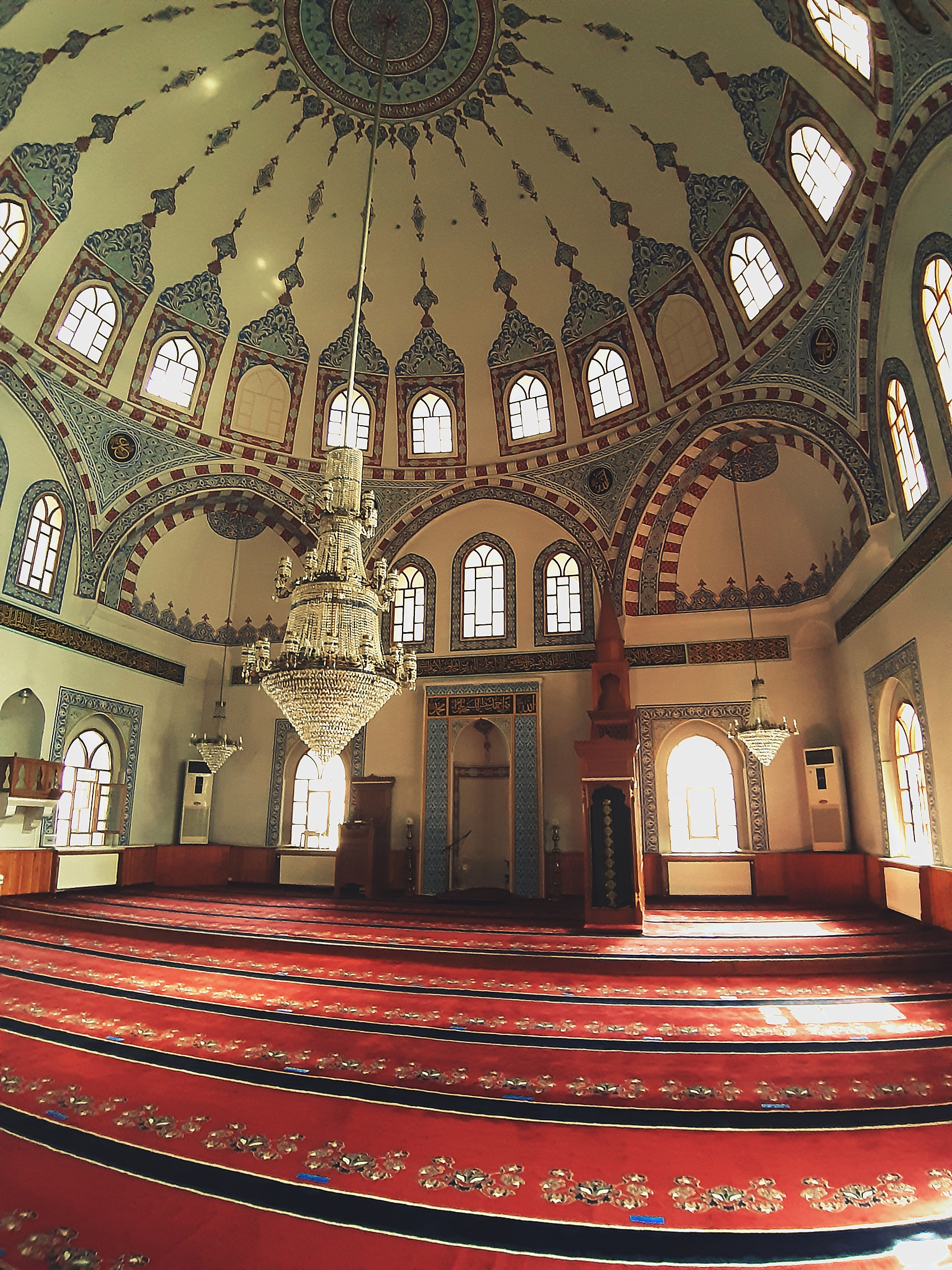
Vista general interior de la mesquita
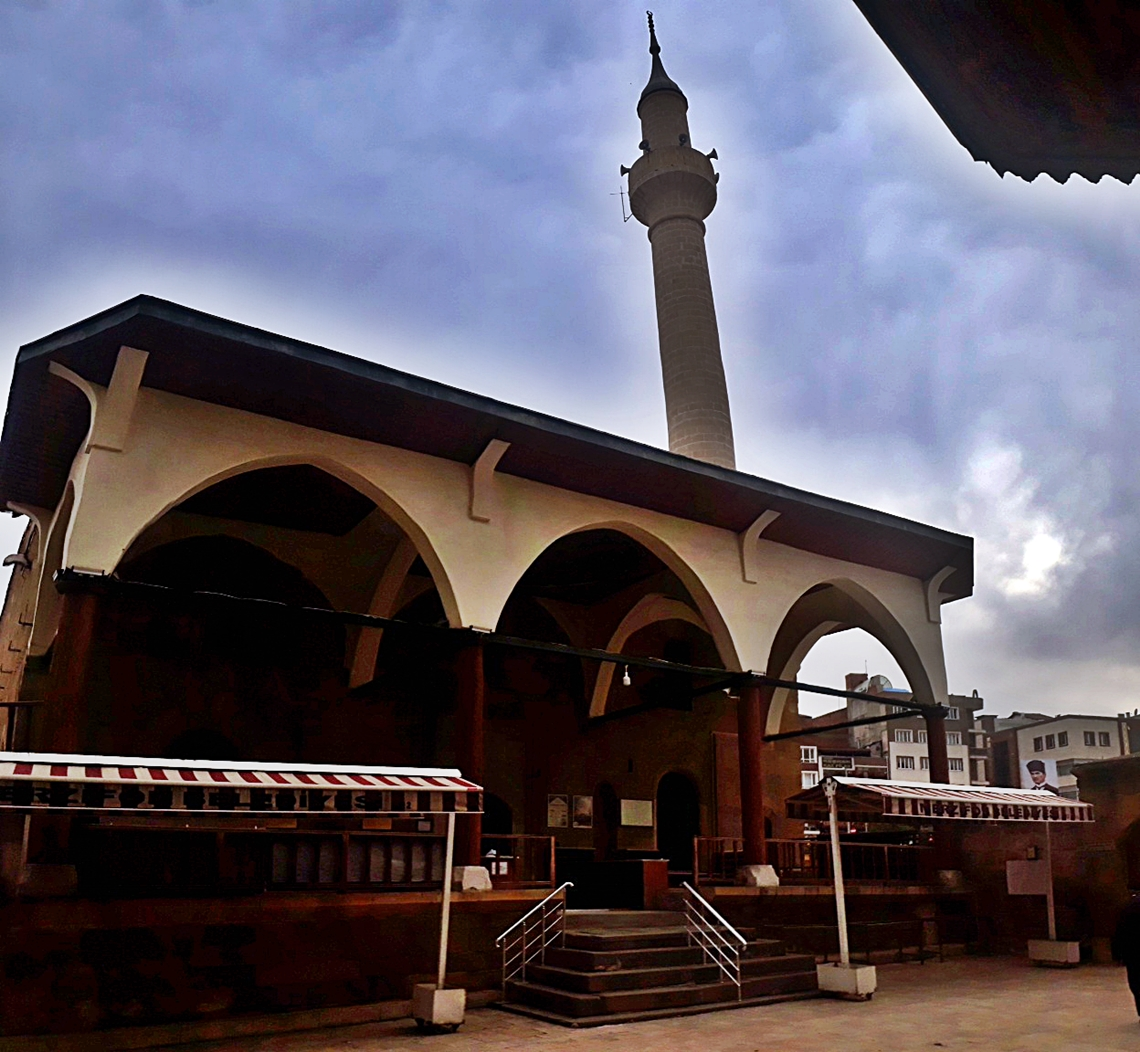
Vista general de la mesquita